# Morue à la biscayenne

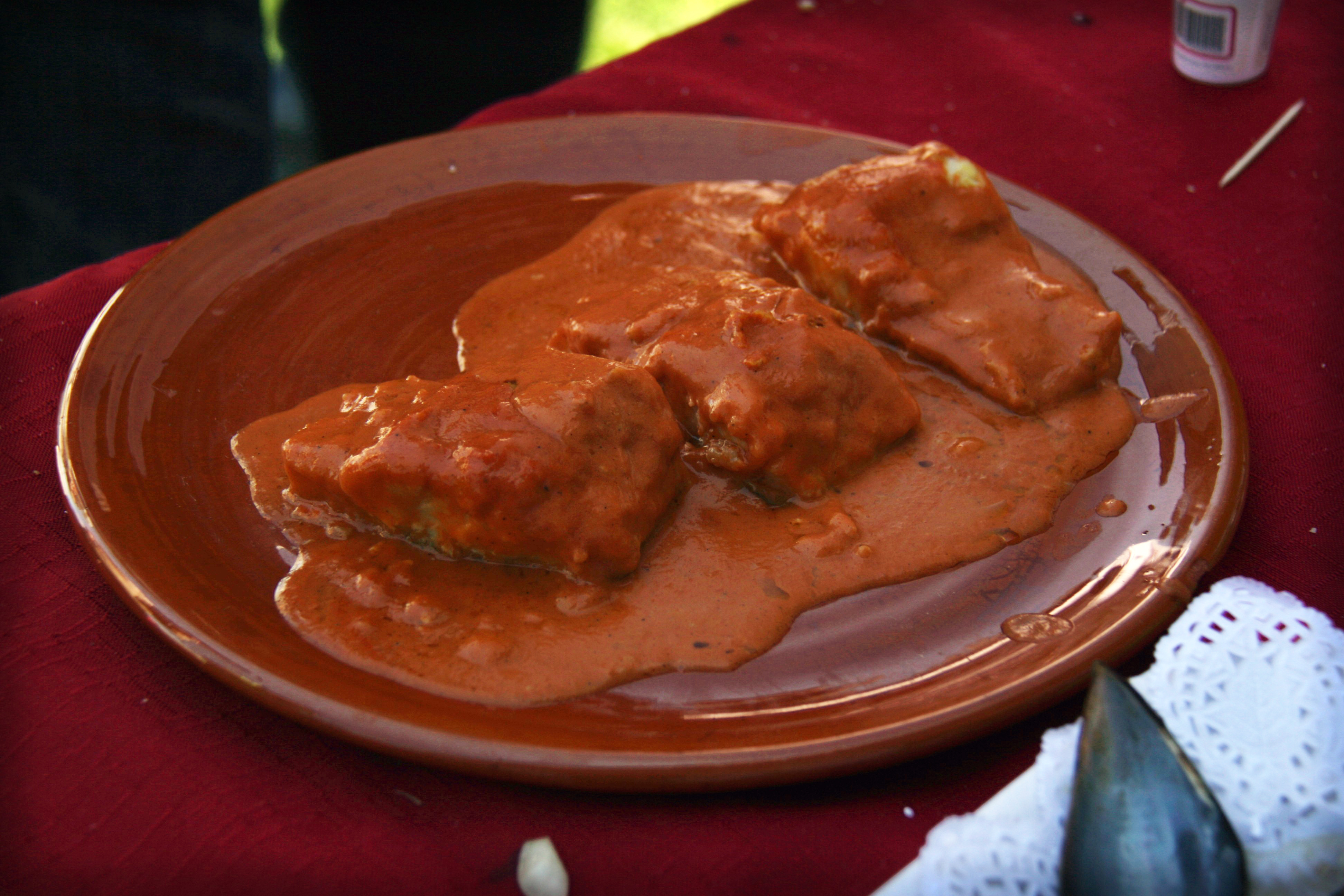
Plat de morue.

La morue à la biscayenne (bakailaoa bizkaitar erara en basque ou bacalao a la vizcaína en espagnol) est un des plats les plus traditionnels de la gastronomie du Pays basque. Son ingrédient principal est la morue, accompagnée de la sauce dite biscaïenne.

## Ingrédients
- Morue
- Poivron choricero[1]
- Tomate
- Ail
- Oignons rouges

## Élaboration
Son élaboration est simple. Le dos de la morue est confit dans une huile aromatisée à l'ail, à basse température ; on lui ajoute ultérieurement la sauce biscaïenne. Il existe une multitude de variantes qui ajoutent du laurier ou de la panure.

## Voir également
- (es) Cet article est partiellement ou en totalité issu de l’article de Wikipédia en espagnol intitulé « Bacalao a la vizcaína » (voir la liste des auteurs).